# Приутайка пилюльная
Приутайка пилюльная, или пилюльщик обыкновенный (лат. Byrrhus pilula) — вид насекомых из семейства пилюльщиков.
Тело овальное или яйцевидное, наподобие пилюли или кофеинки, причём конечности могут быть спрятаны в специальные углубления на нижней стороне тела. Передние ляшки раздвинуты, усики булавовидные, лапки 5-члениковые. Жук чёрного матового цвета, длиной 8—10 мм.
Обитает на лугах и других открытых местах. Мягкотелые личинки живут под мхом в земле лугов и газонов. Они окукливаются осенью, перед зимой вылупляются жуки.